# Assis Chateaubriand (Paraná)
Assis Chateaubriand ist ein brasilianisches Munizip im Westen des Bundesstaats Paraná. Es hatte 2021 geschätzt 33.306 Einwohner, die sich Assis-Chateaubrienser nennen. Seine Fläche beträgt 981 km². Es liegt 414 Meter über dem Meeresspiegel.

## Etymologie
Der Ort wurde zunächst Campos dos Baianos, später Cidade Morena genannt. Bei der Erhebung zum Distrikt von Toledo 1960 erhielt er den Namen Tupãssi. Der Tupi-Guarani-Begriff bedeutet auf Deutsch Mutter Gottes.
Erst bei der Erhebung zum Munizip 1966 wurde der Ort nach dem Pressemagnaten Francisco de Assis Chateaubriand Bandeira de Mello (1892 bis 1968) auf den heutigen Namen getauft. Chateaubriand hatte sich in der Vargas-Ära ab 1930 ein Presseimperium aufgebaut und war in den 1960er Jahren ein einflussreicher Politiker und Kultur-Mäzen Brasiliens.

## Geschichte

### Besiedlung
Die Geschichte von Assis Chateaubriand begann 1958, als die Colonizadora Norte do Paraná mit der Rodung der Region Vale do Piquiri begann. Es gehörte zunächst zum Munizip Guaíra. Diese Siedlung wuchs überraschend schnell nach der Ankunft der Pioniere, die voller Mut und Energie das Hinterland urbar machten.

### Erhebung zum Munizip
Assis Chateaubriand wurde durch das Staatsgesetz Nr. 5389 vom 27. August 1966 aus Toledo ausgegliedert und in den Rang eines Munizips erhoben. Es wurde am 14. März 1967 als Munizip installiert.

## Geografie

### Fläche und Lage
Assis Chateaubriand liegt auf dem Terceiro Planalto Paranaense (der Dritten oder Guarapuava-Hochebene von Paraná). Seine Fläche beträgt 981 km². Es liegt auf einer Höhe von 414 Metern.

### Vegetation
Das Biom von Assis Chateaubriand ist Mata Atlântica.

### Klima
Das Klima ist gemäßigt warm. Es werden hohe Niederschlagsmengen verzeichnet (1863 mm pro Jahr). Im Jahresdurchschnitt liegt die Temperatur bei 22,0 °C. Die Klimaklassifikation nach Köppen und Geiger lautet Cfa.

### Gewässer
Assis Chateaubriand liegt im Einzugsgebiet des Rio Piquiri. Der Rio São Pedro, ein Nebenfluss des Piquiri-Nebenflusses Rio Azul, bildet die westliche Grenze des Munizips. Der Rio do Peixe fließt im westlichen Bereich des Munizips nach Norden zum Piquiri. An der Lagoa Municipal im südwestlichen Stadtgebiet entspringt der Rio Baiano, der ebenfalls zum Piquiri fließt. Der Rio Verde begrenzt das Munizip im Osten. Dessen linker Zufluss Rio Alivio fließt nahe am Stadtgebiet im Südosten vorbei.

### Straßen
Assis Chateaubriand liegt an der PR-317 zwischen Toledo im Süden und Goioerê im Nordosten. Es ist über die PR-364 mit Palotina im Westen verbunden. Über die PR-486 kommt man im Norden nach Umuarama.

### Nachbarmunizipien
| Iporã               | Brasilândia do Sul und Alto Piquiri         | Formosa do Oeste |
| Palotina und Maripá | Kompassrose, die auf Nachbargemeinden zeigt | Jesuítas         |
| Toledo              | Tupãssi                                     | Nova Aurora      |

## Stadtverwaltung
Bürgermeister: Valter Aparecido Souza Correia, PL (2021–2024)
Vizebürgermeister: Cloves Luiz Angeleli, PL (2021–2024)

## Demografie

### Bevölkerungsentwicklung
| Jahr | Einwohner | Stadt | Land |
| ---- | --------- | ----- | ---- |
| 1970 | 78.600    | 14 %  | 86 % |
| 1980 | 54.629    | 52 %  | 48 % |
| 1991 | 39.737    | 73 %  | 27 % |
| 2000 | 33.317    | 81 %  | 19 % |
| 2010 | 33.025    | 88 %  | 12 % |
| 2021 | 33.306    |       |      |

Quelle: IBGE, bis 2010: Volkszählungen und für 2021: Schätzung

### Ethnische Zusammensetzung
| Gruppe * | 1991    | 2000    | 2010    | wer sich als …                                                                   |
| --- | ------- | ------- | ------- | -------------------------------------------------------------------------------- |
| Weiße | 77,9 %  | 68,7 %  | 65,1 %  | weiß bezeichnet                                                                  |
| Schwarze | 2,0 %   | 2,7 %   | 3,1 %   | schwarz bezeichnet                                                               |
| Gelbe | 1,1 %   | 1,2 %   | 1,5 %   | von fernöstlicher Herkunft wie japanisch, chinesisch, koreanisch etc. bezeichnet |
| Braune | 18,8 %  | 27,1 %  | 30,1 %  | braun oder als Mischung aus mehreren Gruppen bezeichnet                          |
| Indigene | 0,2 %   | 0,1 %   | 0,2 %   | Ureinwohner oder Indio bezeichnet                                                |
| ohne Angabe | 0,0 %   | 0,2 %   | 0,0 %   |                                                                                  |
| Gesamt | 100,0 % | 100,0 % | 100,0 % |                                                                                  |
| *) Das IBGE verwendet für Volkszählungen ausschließlich diese fünf Gruppen. Es verzichtet bewusst auf Erläuterungen. Die Zugehörigkeit wird vom Einwohner selbst festgelegt. |         |         |         |                                                                                  |

Quelle: IBGE (Stand: 1991, 2000 und 2010)
- Website der Stadtpräfektur, Prefeitura Municipal (brasilianisches Portugiesisch)
- Atlas do Desenvolvimento Humano no Brasil: Assis Chateaubriand  (sozialstatistische Angaben, brasilianisches Portugiesisch)